# Rana ishikawae
Rana ishikawae é uma espécie de anura da família Ranidae.
É endémica de Japão.
Os seus habitats naturais são: florestas temperadas, rios e rios intermitentes.
Está ameaçada por perda de habitat.